# Skákání panáka

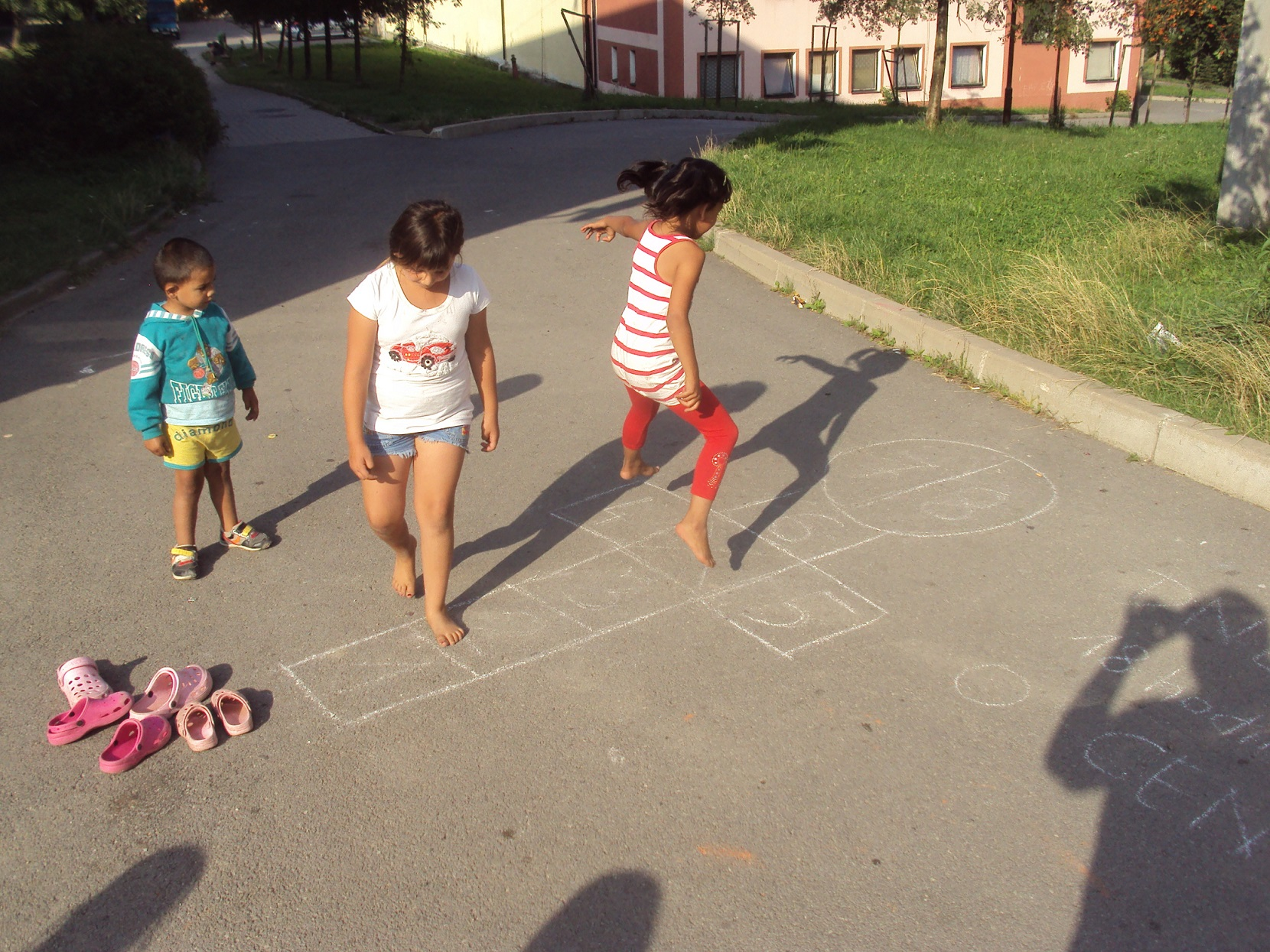
Děti při skákání na panáka

Skákání panáka je dětská venkovní, ve světě rozšířená pohybová hra, při níž děti přeskáčí dohodnutým způsobem na zemi namalovanou kresbu panáka.

## Popis hry
Na zemi (např. na chodníku) se namaluje panák. Kresba se rozdělí do 5 až 11 polí, které se očíslují. Velikost panáka a jeho částí (očíslovaných polí) je úměrná věku dětí, velikosti jejich chodidel. Úkolem dítěte je přeskákat siluetu v pořadí čísel po jedné, resp. obou nohách (u panáka o 8 polích jsou pole 4-5 břicho, pole 7-8 hlava) a to bez přešlapů. 
Navíc si úlohu mohou znesnadnit vhozením kamene či jiného malého předmětu před každým kolem ze startovní čáry na postupně se zvyšující čísla (a pole) na postavě. V daném kole pak kámen s obrazcem musí přeskočit bez dotyku obsazeného pole. 
Přešlap nohou, či netrefení se do očíslovaného pole kamenem je chybou, což znamená pozastavení skoků a nutnost skákací sekvenci opakovat. Zatím skáče soupeřící dítě (či děti). Které z nich první celou skákací sestavu zvládne, zvítězí. 
Hru lze využít i pro jinou výuku, každé pole může znamenat jiný zadaný úkol. Čísla na něm lze nahradit jiným symbolem. Tvary panáka jsou ve světě rozmanité. 

## Galerie

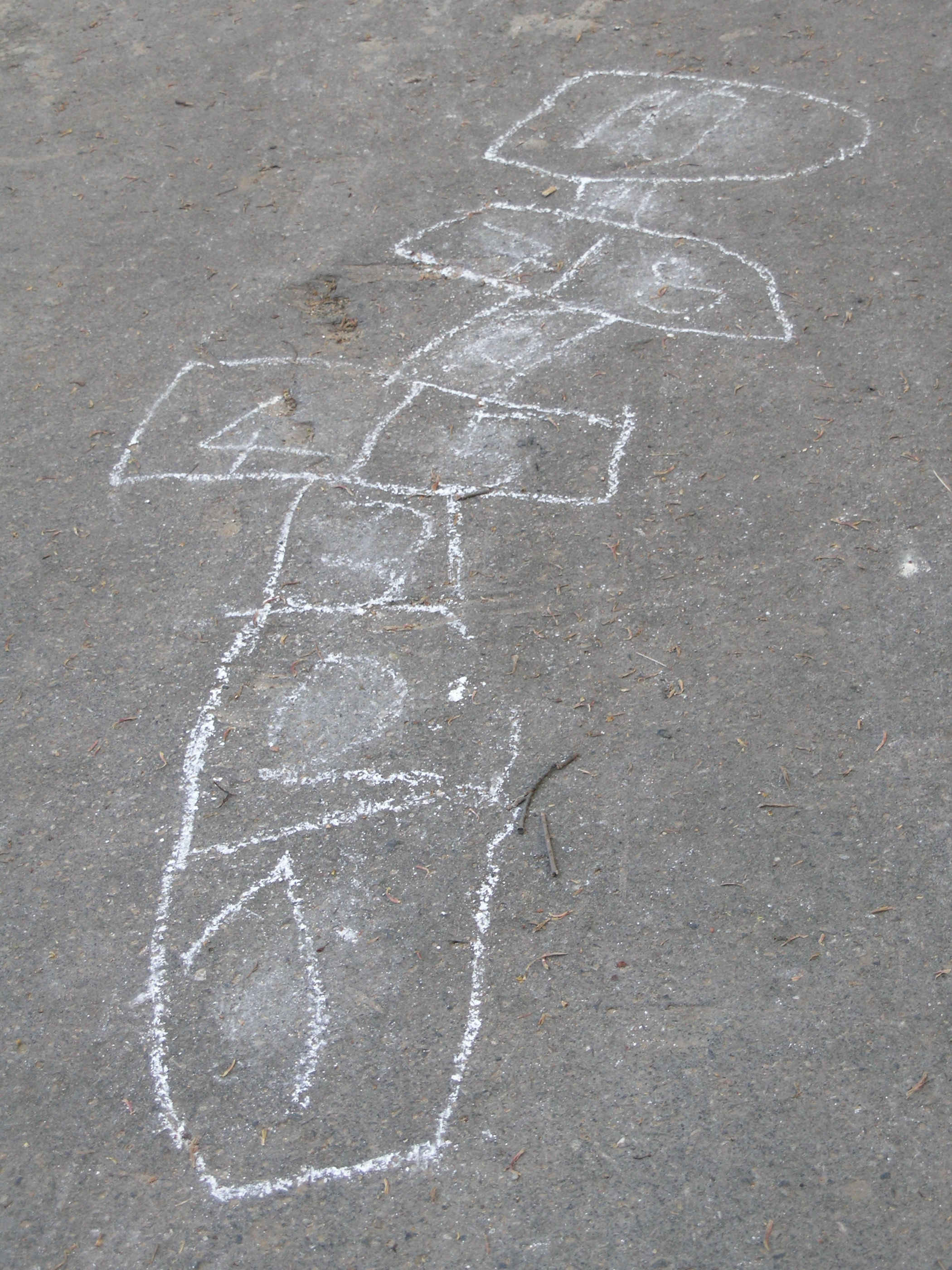
Panák nakreslený křídou na ulici
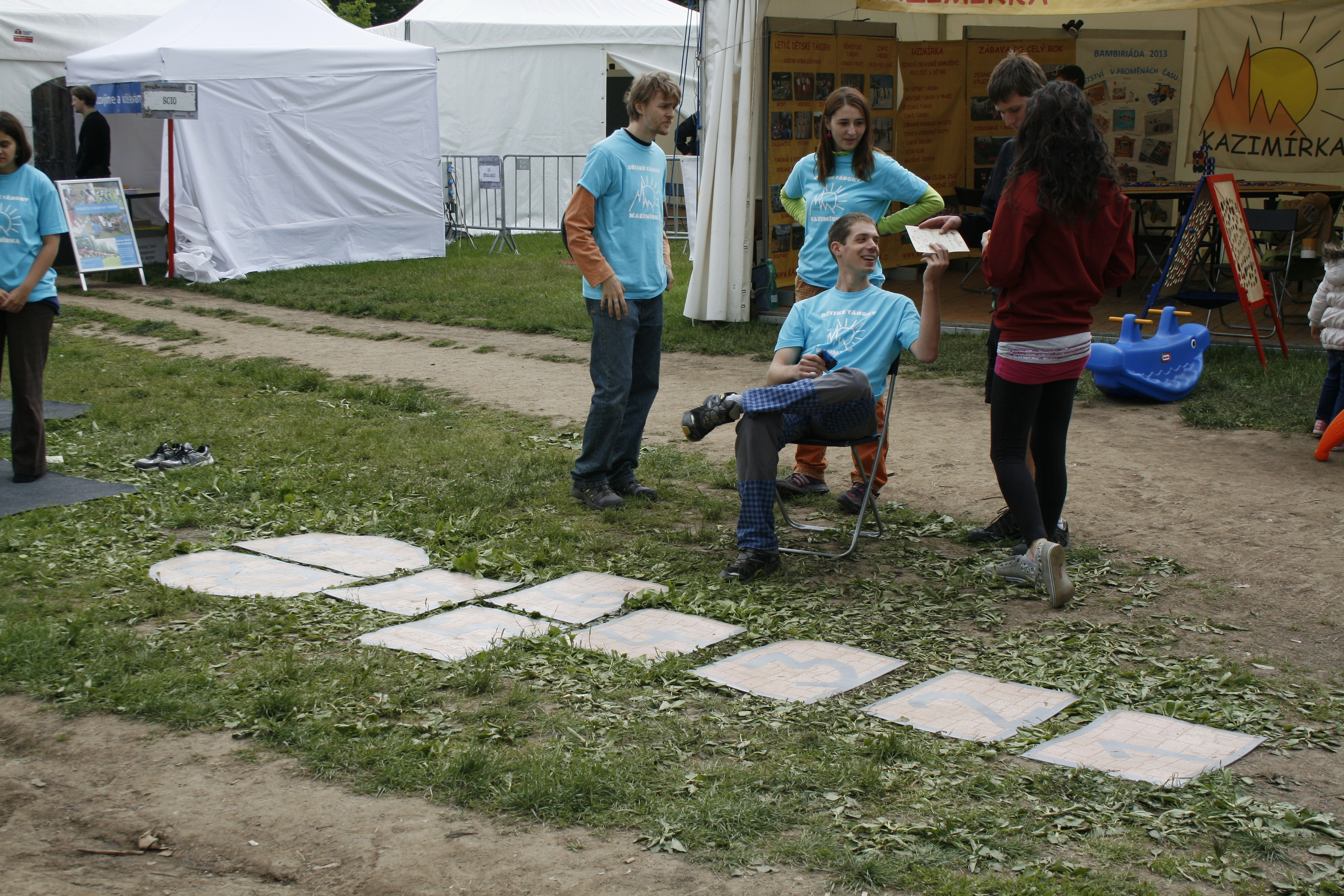
Přenosný panák „domácí“ výroby
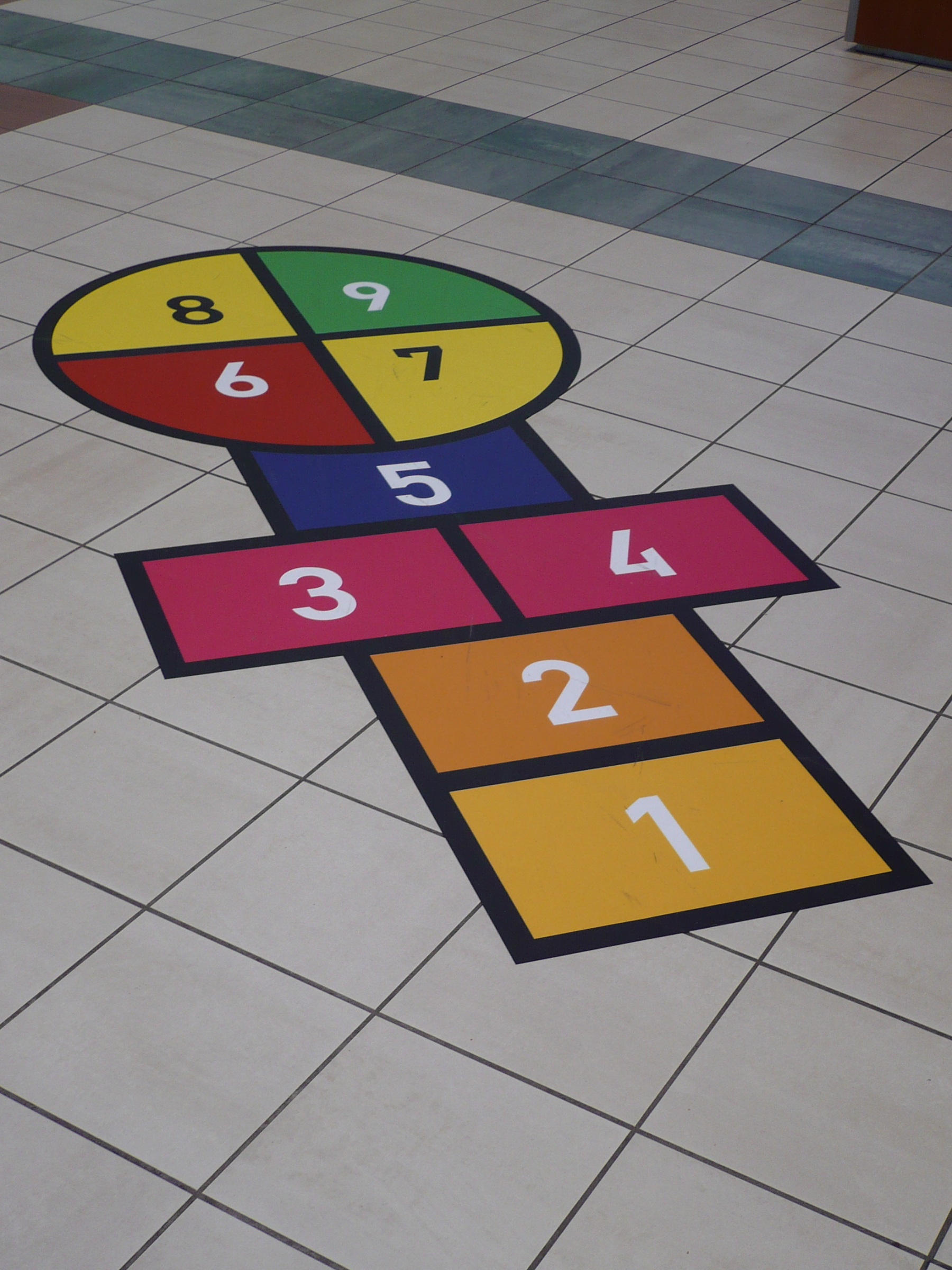
Skákací panák v Metropoli Zličín
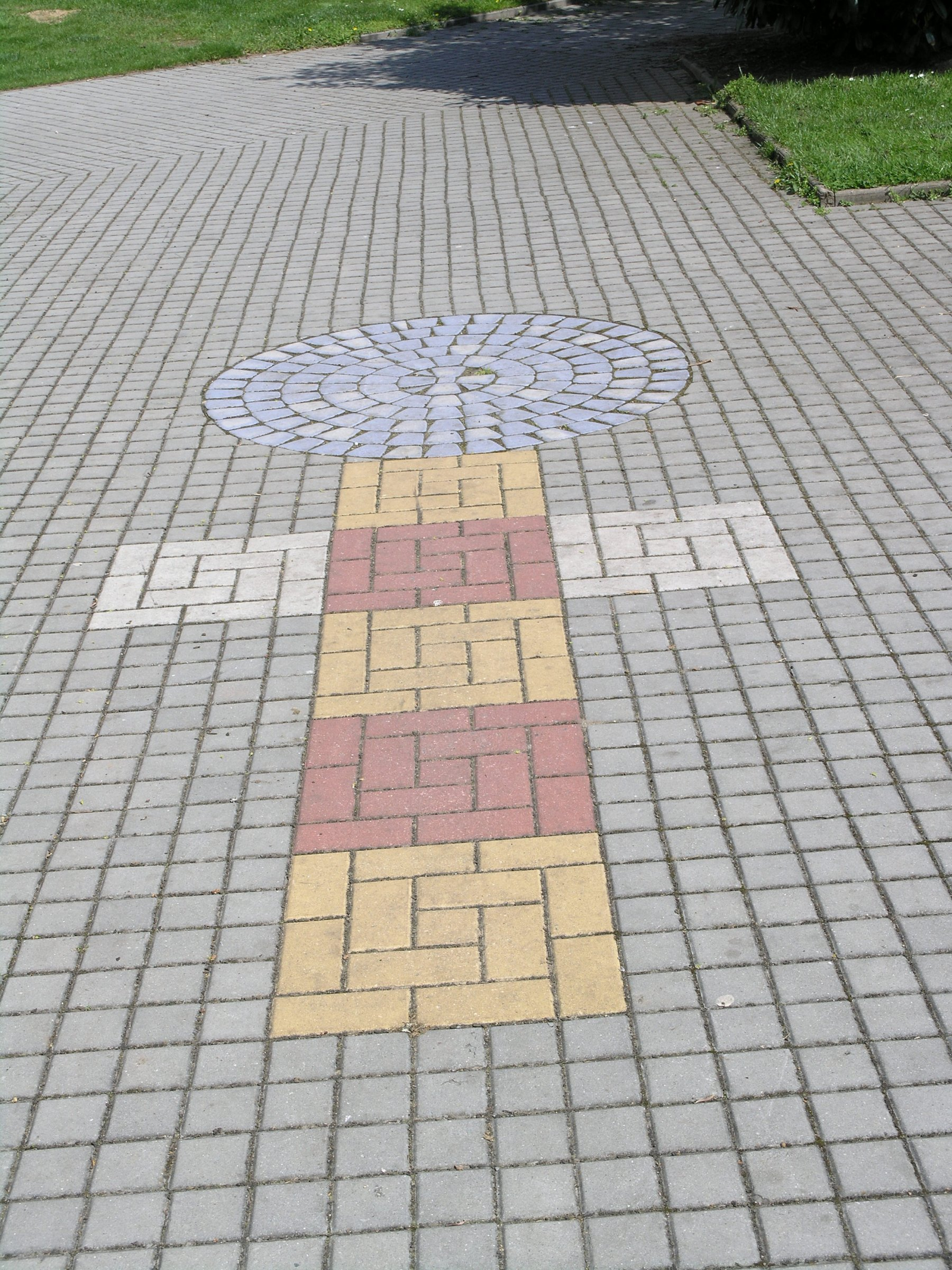
Dlážděný panák